# 伤心咖啡馆之歌
《伤心咖啡馆之歌》（英語：The Ballad of the Sad Cafe）美国女性小说家卡森·麦卡勒斯的短篇小说集。

## 内容
美国南方的一个小镇上，马文·马西是一个俊美而品性恶劣的流氓，为了娶能干富有的美女爱密利亚小姐，他控制自己的心性，伪装成道貌岸然的绅士，通过2年的追求，最终娶了爱密利亚。不过，好景不长，这婚姻持续10天之后，马文·马西就原形毕露，最终被送入了监狱。两人婚姻中断。
爱密利亚再度开始平静的生活，当她的表哥李蒙来到她住的小镇时，爱密利亚爱上了他，两人恋爱了。
6年之后，马文·马西得到假释出狱。李蒙见到马文·马西之后，开始讨好他，当马文·马西得知李蒙和自己的妻子上床之后，李蒙遭到马文·马西的拳脚殴打。
爱密利亚为了追求自己的爱情，和马文·马西打斗起来，但是李蒙加入打斗并且帮助马文·马西，爱密利亚最终失败。
马文·马西和李蒙抢劫了爱密利亚开的咖啡馆的财物，扬长而去，爱密利亚却天天坐在门前等待自己心爱的李蒙回来，一直等了3年，第4年，爱密利亚请木匠把门窗钉上了木板，表示恩情已决。

## 译著
简体中文版本由李文俊翻译。